# Arachnis martina
Arachnis martina là một loài bướm đêm thuộc phân họ Arctiinae, họ Erebidae.